# Miracle Man (The X-Files)
«Miracle Man» es el décimo octavo episodio de la primera temporada de la serie de televisión de ciencia ficción estadounidense The X-Files. Se estrenó en la cadena Fox el 18 de marzo de 1994. Fue escrito por Howard Gordon y el creador de la serie Chris Carter, dirigido por Michael Lange, y contó con apariciones especiales de R.D. Call y Scott Bairstow. El episodio es una historia del «monstruo de la semana», desconectada de la mitología más amplia de la serie. «Miracle Man» obtuvo una calificación Nielsen de 7,5, siendo visto por 7,1 millones de hogares en su transmisión inicial; y recibió opiniones mixtas de los críticos.
El programa se centra en los agentes especiales del FBI Fox Mulder (David Duchovny) y Dana Scully (Gillian Anderson) que trabajan en casos vinculados a lo paranormal, llamados expedientes X. Cuando Mulder y Scully reciben una cinta de video de un curandero cuyo último paciente murió misteriosamente, los agentes llegan a creer que el ministerio del curandero puede estar encubriendo varios asesinatos.
«Miracle Man» fue el primer episodio de The X-Files escrito por Howard Gordon sin la ayuda de su colaborador Alex Gansa. Chris Carter ayudó a Gordon a desarrollar los detalles del episodio. Las tomas exteriores del episodio se filmaron en Steveston, Columbia Británica, una ubicación que se había utilizado anteriormente en el episodio anterior «Gender Bender».

## Argumento
En 1983, un niño, Samuel Hartley, aparece en la escena de un accidente automovilístico y se abre paso entre un equipo de emergencia. Abre una bolsa para cadáveres y ordena al cadáver severamente quemado que está adentro que «se levante y se sane». El padre de Samuel, Calvin, convence a un bombero para que lo deje continuar. El cuerpo dentro de la bolsa cobra vida, agarrando la mano de Samuel.
Diez años después, Dana Scully le muestra a Fox Mulder un video de un servicio religioso dirigido por el ahora adulto Samuel (Scott Bairstow), quien se ha convertido en un sanador por fe evangélico para un ministerio dirigido por Calvin. El video muestra una supuesta curación que luego dejó al seguidor muerto. Los agentes viajan a Clarksville, Tennessee, donde asisten a un servicio con un entusiasta sermón de Leonard Vance, el hombre a quien Samuel resucitó de entre los muertos una década antes. Los agentes se enteran de Calvin que Samuel ha desaparecido.
Samuel finalmente aparece borracho en un bar local, con su fe sacudida por la muerte. Es detenido. Los agentes dudan de su capacidad, pero él es capaz de convencer a Mulder de que sabe que este último perdió a una hermana, Samantha, a una edad temprana. Mulder ha tenido visiones de Samantha y continúa viéndolas. En la audiencia de fianza de Samuel, la sala del tribunal se llena con un enjambre de langostas, lo que Samuel afirma es una señal de la ira de Dios contra él.
Una vez que lo liberan, Samuel regresa a su ministerio e intenta sanar a una mujer en silla de ruedas. Sin embargo, sufre una convulsión y muere, lo que conduce al segundo arresto de Samuel. Una autopsia revela que la mujer murió de envenenamiento por cianuro, mientras Mulder y Scully encuentran evidencia de que el enjambre de langostas, que en realidad eran saltamontes comunes, fueron guiados por alguien a la sala del tribunal a través del conducto de ventilación del edificio. Mulder cree que Samuel es inocente. Sin embargo, el sheriff local, Maurice Daniels, permite que dos de sus hombres maten a golpes a Samuel en su celda.
En su casa, Vance se enfrenta a una visión fantasmal de Samuel, quien lo acusa de traicionar a la iglesia y perpetrar los asesinatos. Vance confiesa y culpa a su amargura por haber resucitado con un rostro tan deformado y lleno de cicatrices. Mulder y Scully, quienes pudieron rastrear una gran compra de saltamontes hasta Vance, llegan y encuentran al hombre muriendo de envenenamiento por cianuro de su propio vaso de agua. Él confiesa a los agentes antes de caer muerto.
Mientras los agentes se preparan para terminar el trabajo en el caso, reciben una llamada telefónica y se enteran de que el cuerpo de Samuel desapareció de la morgue, y los testigos lo vieron caminar, muy magullado. Mientras tanto, el alguacil Daniels es arrestado por uno de sus ayudantes para ser interrogado por el fiscal de distrito sobre la muerte de Samuel. Cuando Mulder y Scully se van de Tennessee, el ministerio de Samuel cierra y Mulder tiene una última visión de su hermana desaparecida antes de entrar en su auto.

## Producción
«Miracle Man» fue el primer episodio de The X-Files escrito por Howard Gordon sin la ayuda de su colaborador Alex Gansa. La pareja había trabajado en varias series antes de The X-Files, y también había contribuido con los episodios «Conduit», «Ghost in the Machine», «Fallen Angel» y «Lazarus» a la serie hasta el momento. El creador de la serie, Chris Carter, recuerda que se le pidió que colaborará en el episodio y dijo: «Howard vino a mi casa y dijo: “Ayúdame”, así que fuimos a mi sala de estar, montamos este tablero de anuncios y en cuestión de horas se le ocurrió esta historia». Originalmente, el guion pedía imágenes religiosas más abiertas, aunque los censores de Fox se opusieron a las representaciones del curandero Samuel siendo asesinado a golpes mientras estaba en una pose cruciforme, lo que llevó a que se cortaran las escenas.
Las tomas exteriores de la ciudad se filmaron en Steveston, Columbia Británica, un lugar que se había utilizado anteriormente en el episodio anterior de la primera temporada «Gender Bender». Las escenas ambientadas en la casa del reverendo Hartley fueron filmadas en una mansión en el área de Langley, y el equipo aprovechó una vieja piscina llena en el edificio para instalar el equipo necesario. Todas las escenas ambientadas en la tienda del sanador se filmaron en un día e involucraron a más de trescientos extras. El productor R. W. Goodwin sintió que la mayor dificultad para crear el episodio fue el desafío de encontrar suficientes actores en el área de Vancouver que pudieran representar un acento convincente del sur de los Estados Unidos, lo que llevó a la contratación de un entrenador de dialecto para que el elenco sonara «como si ellos vinieran de quince puntos distintos del Sur».

## Recepción
«Miracle Man» se estrenó en la cadena Fox el 18 de marzo de 1994. El episodio obtuvo una calificación Nielsen de 7,5 con una participación de 13, lo que significa que aproximadamente el 7,5 por ciento de todos los hogares equipados con televisión y el 13 por ciento de los hogares que miran televisión estaban sintonizados en el episodio. Un total de 7,1 millones de hogares vieron este episodio durante su emisión original.
En una retrospectiva de la primera temporada de Entertainment Weekly, el episodio fue calificado con una B-. El papel de invitado de Scott Bairstow fue elogiado, aunque se señaló que «un complot en última instancia artificial y un entorno sureño estereotipado que golpea la Biblia hacen que el caso sea más adecuado para Jessica Fletcher que Mulder y Scully». Zack Handlen, escribiendo para The A.V. Club, lo describió como «una historia en gran parte predecible que golpea todas las marcas del medio del camino», encontrando que las imágenes religiosas fueron utilizadas con poco efecto. Matt Haigh, escribiendo para Den of Geek, sintió que la identidad del asesino era uno de los pocos finales entre los episodios de la primera temporada que había encontrado genuinamente sorprendente, aunque lo atribuyó al enfoque del episodio en la historia personal de Mulder. El uso de las visiones de Mulder de su hermana Samantha como motivación para sus acciones en este episodio fue visto como una «apertura» de la búsqueda general de la verdad sobre ella a través de la serie. La trama de «Miracle Man» también fue adaptada como novela para adultos jóvenes en 2000 por Terry Bisson.